# Fuleco
Fuleco é o mascote da Copa do Mundo FIFA de 2014. O mascote é inspirado no gênero dos tatus-bola, mais especificamente na espécie conhecida como tatu-bola-da-caatinga, que é natural da região de caatinga do nordeste do Brasil e encontra-se em estado de espécie ameaçada de extinção. A origem etimológica do nome "Fuleco" é a união das palavras "futebol" e "ecologia".
Foi escolhida a partir das opções Amijubi (amizade e júbilo) e Zuzeco (azul e ecologia), em uma votação de quase 1,7 milhão de fãs do esporte. A sua data de nascimento foi escolhida para coincidir com o Ano-Novo.
O diretor de marketing da Federação Internacional de Futebol (FIFA), Thierry Weil, comentou sobre Fuleco: "Não apenas ele é conhecido e reconhecido pela grande maioria dos brasileiros, mas também parece ter construído um relacionamento com os fãs de futebol e tornou-se uma figura popular, ganhando assim um apelido carinhoso de 'tatu-bola'. Ele está rapidamente se tornando o mais bem sucedido mascote da Copa do Mundo FIFA de todos os tempos".

## Polêmicas
Após levantamento divulgado pela FIFA em novembro de 2012, a organização considerou que Fuleco já seria considerado "popular" no Brasil. Nos dados apresentados, 89% dos brasileiros já teriam visto o mascote. Na mesma avaliação, os consultados deram uma nota média de 7,3 numa escala até 10 pontos de quanto Fuleco seria simpático.
Desde o anúncio de sua imagem, o mascote recebeu uma série de críticas por parte de jornalistas e do público geral, especialmente em relação à aparência e seus possíveis nomes. O Blog da Copa, coluna do site da revista Veja considera que as opções de nome, Fuleco e Zuzeco como uma "esquisita mistura de palavras", em que "um nome cuja sonoridade em nada lembra o português (e nem mesmo os idiomas nativos do país, diga-se) e outras duas que terminam em “eco” – que costuma ser usado como sufixo para criar diminutivos com significado depreciativo [...]". O português Jornal de Notícias relata que os brasileiros "não se reviram nas escolhas" dos nomes. Escolhida a opção Fuleco, elevaram-se criticas que ressaltam a semelhança do nome com as palavras fuleiro e furreca, ambas significando, segundo o Dicionário Caldas Aulete, "Que não tem valor". Manifestações em tom crítico e humorístico no Twitter foram motivadas pela escolha do nome, incluindo considerações de se referir ao mascote apenas como tatu-bola.
Já o cronista Jaime Leitão destaca o verbo fulecar ("perder todo o dinheiro que se leva, ao jogo") e critica a escolha que considera "esdrúxula" a favor de um nome "simples, de fácil memorização, para pegar", apesar de considerar as opções Amijubi e Zuzeco "piores". Em crônica para o site da revista Veja, Sérgio Rodrigues diz que Fuleco é "filho de dona Fuleira com seu Furreco" [sic] e foi assim batizado como estratégia de "autorridicularização".
Quanto ao aspecto do personagem, o Blog da Copa da Veja critica as semelhanças com o mascote da Copa do Mundo de 2010, Zakumi, em relação à cor amarela, à pose, ao short verde, à camiseta branca com texto em preto e à bola, além de julgar Zakumi com um traço mais "elegante e moderno". Sérgio Rodrigues afirma ainda que seria difícil dizer qual dentre o mascote, a marca e a bola da Copa seria mais "abobado e canhestro". Sobre a escolha de um tatu-bola como mascote, Jaime Leitão questiona o porquê de a FIFA não escolher outra espécie brasileira em extinção, como o mico-leão-dourado, o tamanduá-bandeira, a onça-pintada e a ararinha-azul. Também afirma que Fuleco "mais parece um ET que um tatu" e que "Tatu lembra buraco, cemitério, esconderijo". Para seu blog no portal Yahoo!, Regis Tadeu qualificou Fuleco como "um dos mascotes esportivos mais repulsivos de todos os tempos" e que o personagem, ao lado do ex-jogador Ronaldo, seria um "espetáculo de horror infantil". Na Espanha, o jornal As descreveu Fuleco como "feio", "maldito tatu" e "Nem é típico, nem é amigável".
A página na Internet do jornal alemão Die Welt noticiou, em 28 de março de 2014, que a palavra fuleco significaria "ânus". A informação se espalhou pela imprensa alemã até que, em 31 de março, os tabloides Bild e Hamburger Morgenpost publicaram que o "pobre Fuleco" havia sido vítima de um mal-entendido dos tempos da Internet, mencionando que a conotação teria surgido no Dicionário inFormal com a divulgação do nome do mascote.